# اندیس مغستان۱
مغستان۱ یک اندیس فلزی است که در حوالی شهر جاجرم استان خراسان قرار دارد و مادهٔ معدنی موجود در آن، کرومیت است.  